# Carl Eric Skjöldebrand
Carl Eric Skjöldebrand, född 9 oktober 1780, död 31 mars 1817 i Linköping, var en svensk hovman och militär.

## Biografi
Skjöldebrand var son till Anders Fredrik Skjöldebrand. Han blev inskriven i krigstjänst 1785. Efter att ha varit kadett vid Karlberg blev Skjöldebrand fänrik vid Livgrenadjärregementet 1791, löjtnant vid Göta livgarde 1798, kapten där 1805 och senare vid Fältmätningskåren. Han befordrades till överstelöjtnant i armén och överadjutant 1809, blev överstelöjtnant vid Livgrenadjärregementet 1810 och sekundchef för nämnda regementes rusthållsdivision samma år, överste i armén 1812, generaladjutant, överste och chef för Andra livgrenadjärregementet 1816, Kabinettskammarherre hos Kungen samma år. Han deltog i 1814 års fälttåg i Norge samt var den 1 juli med vid landstigningen vid Hvaleröarna och blev den 14 augusti då han, på order, forcerade passagen vid Kjølbergs bro, svårt sårad.  Arbetande ledamot av Krigsvetenskapsakademien; Riddare av Svärdsorden; Riddare med stora korset av Svärdsorden, 2:a klass 1814. Han gifte sig 1813 på Rehnstad i Östergötland med stiftsfröken Fredrica Christina Ridderborg. De skilde sig 1816.